# Crinum walteri
Crinum walteri là một loài thực vật có hoa trong họ Amaryllidaceae. Loài này được Overkott mô tả khoa học đầu tiên năm 1954.